# 16-й округ Марселя
16-й округ Марселя — округ на юго-востоке Франции, находящийся в области города Марсель. По состоянию на 2021 год, его население составляет <16 тыс. человек. Омывается Балиарским морем на юге. Как и Марсель, под которым округ находится, является частым по посещаемости среди туристов. Славится тем, что из него происходило много известных людей, например таких, как футболист Зинедин Зидан, бывший президент Франции Николя Саркази, и пр. 